# 자기권계면
자기권계면(磁氣圈界面, 영어: magnetopause)은 자기장과 둘러싼 플라즈마 사이에 경계를 따라 흐른다. 그것은 초음속 흐름에 노출된 액체 방울과 유사하게 거동한다. 자기권계면은 물결치고, 휘날리며 때로는 작은 방울들이 부서질 것이다.
행성 과학의 용어로 자기권계면은 지구 자기장의 외향 자기 압력이 플라즈마 태양풍에 의해 균형이 잡힌 위치이다. 대개의 태양 입자는 자기권계면의 양면에서 편향되는데 물이 뱃머리에 의해 편향되는 것과 흡사하다. 그러나 약간의 입자들은 자구 자기장내에 잡혀있고 방사성 벨트를 형성한다.

## 자기 권계면에 받침 거리 견적
대기권에서 압력이 무시되는 경우에, 지구의 부분(태양의 앞에 위치)에서 거리를 견적하는 것이 가능하다. 자기 권계면을 결정하는 조건은 태양풍에서 동적인 피스톤 같은 압력이 지구 자기장에서 자석 압력과 동등하다는 것이다.
{\displaystyle (\rho v^{2})_{sw}\approx ({\frac {4B(r)^{2}}{2\mu _{0}}})_{m}} ρ와 v는 태양풍의 밀도와 속도.
B (r)는 si 단위 (T에 있는 B, H/m)에 있는 행성의 펼쳐져 있는 자기장의 세기이다.
쌍극자 자기장의 힘이 1/r^3의 거리로 변화하기 때문에 자기장 세기는 다음과 같이 쓸 수 있다. B(r) = B0/r^3.
{\displaystyle \rho v^{2}\approx {\frac {2B_{0}^{2}}{r^{6}\mu _{0}}}}
r를 위한 이 방정식을 유도하여 거리를 계산할 수 있다.
{\displaystyle r\approx {\sqrt[{6}]{\frac {2B_{0}^{2}}{\mu _{0}\rho v^{2}}}}}
(4개의 요소가 존재하는 이유는, 자기권계면 내의 자기장의 세기는 쌍극자값의 2배이므로)
지구에서 자기권계면까지의 거리는 태양활동에 따라 변화하지만, 전형적으로 6-15지구반경 내에 있다. 태양풍에 의해 뱃머리 충격파가 형성되어 앞으로 진행될 때, 자기권계면 일부와 자기장은 상호작용한다.

## 같이 보기
- 충격파
- 태양계